# Táchira
Táchira [ˈtatʃiɾa] ist einer der 23 Bundesstaaten von Venezuela und befindet sich im Westen des Landes. Die Hauptstadt des Bundesstaats ist San Cristóbal. Der Bundesstaat Táchira wurde im Jahr 1899 etabliert.
Der Name stammt von tachure, dem Namen einer Pflanze (Jatropa gossypifolia) in einer Chibcha-Sprache.

## Geographie
Táchira liegt am westlichen Ende der Cordillera de Mérida, an der Grenze zu Kolumbien. Die benachbarten Bundesländer sind (im Uhrzeigersinn, beginnend im Norden)ː Zulia, Merida, Barinas, Apure.
Es gibt mehrere Nationalparks in Táchiraː
- Nationalpark Chorro El Indio
- Nationalpark General Juan Pablo Peñaloza (an der Grenze zu Mérida)
- Nationalpark El Tamá
- Nationalpark Tapo-Caparo (an den Grenzen zu Mérida und Barinas)

## Wirtschaft
Die hauptsächliche Einnahmequelle des Staates ist die Viehzucht, die Fischerei und die Landwirtschaft. Angebaut wird vor allem Knoblauch, Bananen (Cambur, die kleine, süße Variante und Plátano), Zuckerrohr, Zucker, Bohnen, Zwiebeln, Kartoffeln und Tomaten.
Er weist auch Bodenschätze wie Kohle, Kupfer, Phosphor oder Uran auf.
In Táchira (und nicht in Zulia, dem heutigen Ölzentrum) wurde 1878 das erste Erdöl des Landes gefördert (die damaligen Bohrungen wurden noch von Hand durchgeführt). Heute ist die Ölförderung beinahe gänzlich zum Erliegen gekommen.

## Söhne und Töchter des Staates
Eine ungewöhnlich große Anzahl von Präsidenten kommt aus Táchira (u. a. die Mehrzahl der Präsidenten des 20. Jahrhunderts).
- Cipriano Castro (1859–1924), Politiker
- Juan Vicente Gómez (1857–1935), Politiker
- Eleazar López Contreras (1883–1973), Politiker
- Isaías Medina Angarita (1897–1953), Politiker
- Juan Vicente Pérez Mora (1909–2024), Altersrekordler
- Marcos Pérez Jiménez (1914–2001), Politiker
- Carlos Andrés Pérez (1922–2010), Politiker
- Tomás Rincón (* 1988), Fußballspieler

## Sport
Einmal jährlich findet in Táchira die Vuelta al Táchira, ein meist in 8 Etappen ausgeführtes Radrennen, statt.

## Verwaltungsgliederung
Tachira ist in folgende Gemeinden oder Municipios eingeteilt:
1. Andrés Bello (Cordero)
2. Antonio Romulo Costa (Las Mesas)
3. Ayacucho (Colón)
4. Bolívar (San Antonio del Táchira)
5. Cárdenas (Táriba)
6. Córdoba (Santa Ana del Táchira)
7. Fernández Feo (San Rafael del Piñal)
8. Francisco de Miranda (San Jose de Bolivar)
9. García de Hevia (La Fría)
10. Guasimos (Palmira)
11. Independencia (Capacho Nuevo)
12. Jauregui (La Grita)
13. Jose Maria Vargas (El Cobre (Venezuela))
14. Junín (Rubio)
15. Libertad (Capacho Viejo)
16. Libertador (Abejales)
17. Lobatera (Lobatera)
18. Michelena (Michelena (Venezuela))
19. Panamericano (Coloncito)
20. Pedro María Ureña (Ureña)
21. Rafael Urdaneta (Delicias)
22. Samuel Dario Maldonado (La Tendida)
23. San Cristóbal (San Cristóbal)
24. San Judas Tadeo (Umuquena)
25. Seboruco (Seboruco)
26. Simón Rodríguez (San Simon)
27. Sucre (Queniquea)
28. Torbes (San Josecito)
29. Uribante (Pregonero)